# Комодини Качиа, Тереза
Тереза Комодини Качиа (мальт. Therese Comodini Cachia; род. 23 февраля 1973) — мальтийский юрист и политик, а также бывший член Европейского парламента.

## Образование
Комодини Качиа училась в Мальтийском университете, где получила два высших образования. В 1997 году она получила степень доктора права, а в 2012 году — докторскую степень по правам человека.

## Профессиональная карьера
Тереза Комодини Качиа — юрист по профессии, работающий в области прав человека. Она представляла интересы жертв нарушений прав человека с 1997 года на различных уровнях в рамках судебных разбирательств в высших судах Мальты, а также в Европейском суде по правам человека в Страсбурге. Среди ее клиентов были частные лица, коммерческие структуры, государственные учреждения, а также законодательные органы.
В своей юридической карьере она выступала в качестве юрисконсульта нескольких неправительственных организаций на Мальте, включая Ассоциацию скаутов Мальты, мальтийскую Конфедерацию женских организаций и Ассоциацию психического здоровья Мальты.
В период с 2008 по 2010 год она консультировала Национальную комиссию по вопросам равенства по вопросам характера европейского права и директив по вопросам равенства, оказывала помощь в расследовании случаев дискриминации и оказывала помощь в осуществлении целого ряда других исследовательских проектов.
Комодини Качиа в настоящее время преподает права человека в Университете Мальты. Она также координирует подготовку магистров в области прав человека и демократизации в университете. Ранее она работала приглашенным лектором в Утрехтском университете и Европейском университете Виадрина во Франкфурте-на-Одере.

## Политическая карьера
Комодини Качиа является членом националистической партии (мальт. Partit Nazzjonalista) на Мальте и активно участвовала в этой партии. Она часто рассматривается как пример достойной работы для парламентской группы, внесшей свой вклад в ряд позиций, включая поправки в конституцию Мальты. Впервые она выдвинула свою кандидатуру на политическую должность на всеобщих выборах в парламент Мальты в марте 2013 года.
В 2013 году она была назначена членом комиссии партии по пересмотру устава и партийных структур. Она также была назначена сопредседателем форума кандидатов вместе с Ричардом Мускатом.
Перед своим избранием в Европейский парламент Комодини Качиа помогала представлять националистическую партию в конституционном деле против мальтийской избирательной комиссии в связи с неравенством в подсчете голосов на всеобщих выборах 2013 года. После того как ошибка в подсчете голосов была оспорена в суде, она помогала адвокату партии в ходе длительного и детального судебного процесса.
В мае 2014 года Комодини Качиа была избрана членом европейского парламента. На европейских выборах 2014 года на Мальте националистическая партия получила чуть более 40 % голосов избирателей и забрала три из шести европейских мест на Мальте. Это был первый случай, когда партия смогла забрать более двух мест в европейском парламенте — третье место получила Комодини Качиа. Будучи членом парламента, она состояла в европейской народной партии.
Комодини Качиа была членом трех комитетов и делегаций в Европейском парламенте. Она был членом комитета по правовым вопросам, делегации по связям с палестинским законодательным советом и делегации в парламентской ассамблее Союза Средиземноморья. В комитете по правовым вопросам она занимала должность докладчика парламента по вопросам авторского права. Кроме того, она была заместителем члена подкомитета по правам человека, комитета по культуре и образованию и делегации по связям с Китайской Народной Республикой.
После своего избрания членом Европарламента Комодини Качиа взяла на себя дополнительные руководящие функции в своей родной стране. В октябре 2014 года лидер националистической партии и оппозиции на тот момент Симон Бусуттил назначил ее координатором политических форумов партии на Мальте, а в январе 2015 года партия назначила ее теневым министром образования и занятости.
В 2017 году Комодини Качиа оспорила всеобщие выборы и была избран депутатом по восьмому избирательному округу с 4244 голосами после 22-го подсчета. Сначала она отказалась от своего места, но затем отменила свое решение и объявила, что уйдет с поста члена Европарламента и займет свое место члена парламента страны.

## Публикации
Комодини Качиа представила свои исследования и доклады по вопросам, связанным с правами человека (большинство на Мальте), многим европейским институтам. Она внесла свой вклад в различные публикации Европейского союза по торговле несовершеннолетними, расизму, ксенофобии, дискриминации, защите информации, психическому здоровью, незаконной иммиграции и репатриации. Она также представила доклады о дискриминации на рабочем месте по признаку расы, убеждений или сексуальной ориентации. Она опубликовала статьи в журнале по правам человека Вашингтонского Юридического колледжа Американского университета.

## Награды
В 2008 году Тереза Комодини Качиа была удостоена ежегодной премии «десять выдающихся молодых людей» международной молодежной палаты в двух различных категориях — в области мира во всем мире и прав человека, а также в области политических, правовых и правительственных дел
В марте 2016 года журнал «Парламент» назвал Комодини Качиа евродепутатом года в области корпоративного управления. Эта награда была ее первой в Брюсселе, и журнал заявил, что «Комодини Качиа была высоко оценена за энтузиазм и страсть, которые она привносит в свою работу. Она посвятила себя расширению участия мальтийского гражданского общества в разработке политики Евросоюза».